# Penalità (hockey su ghiaccio)
Nell'hockey su ghiaccio una penalità (penalty in lingua inglese) è la punizione che viene comminata dagli arbitri durante una partita come conseguenza di un'infrazione al regolamento. La maggior parte delle penalties si concretizza ordinando al giocatore di lasciare il ghiaccio e di rimanere in panca puniti (penalty box) per un certo numero predeterminato di minuti, nei quali non può partecipare al gioco. Solitamente le penalties vengono comminate dagli arbitri oppure, in alcuni casi, dai linesman. La squadra il cui giocatore ha subito la penalty non può sostituire il giocatore (a parte il caso di alcune infrazioni, come il fighting), essendo costretta a disputare i minuti di penalità in inferiorità numerica, a differenza della squadra avversaria che gioca in superiorità numerica. Il tipo di infrazione e il numero di minuti di penalità comminati al giocatore o alla squadra possono variare a seconda del regolamento applicato; tuttavia, la maggior parte delle federazioni hockeistiche ha ormai raggiunto uno standard valido nella maggior parte dei campionati.
La statistica ufficiale per registrare a referto i minuti di penalità di un giocatore o di una squadra è contraddistinta dalla sigla PIM, acronimo di Penalties In Minutes, la quale considera il totale dei minuti in penalty box del giocatore o della squadra.

## Storia

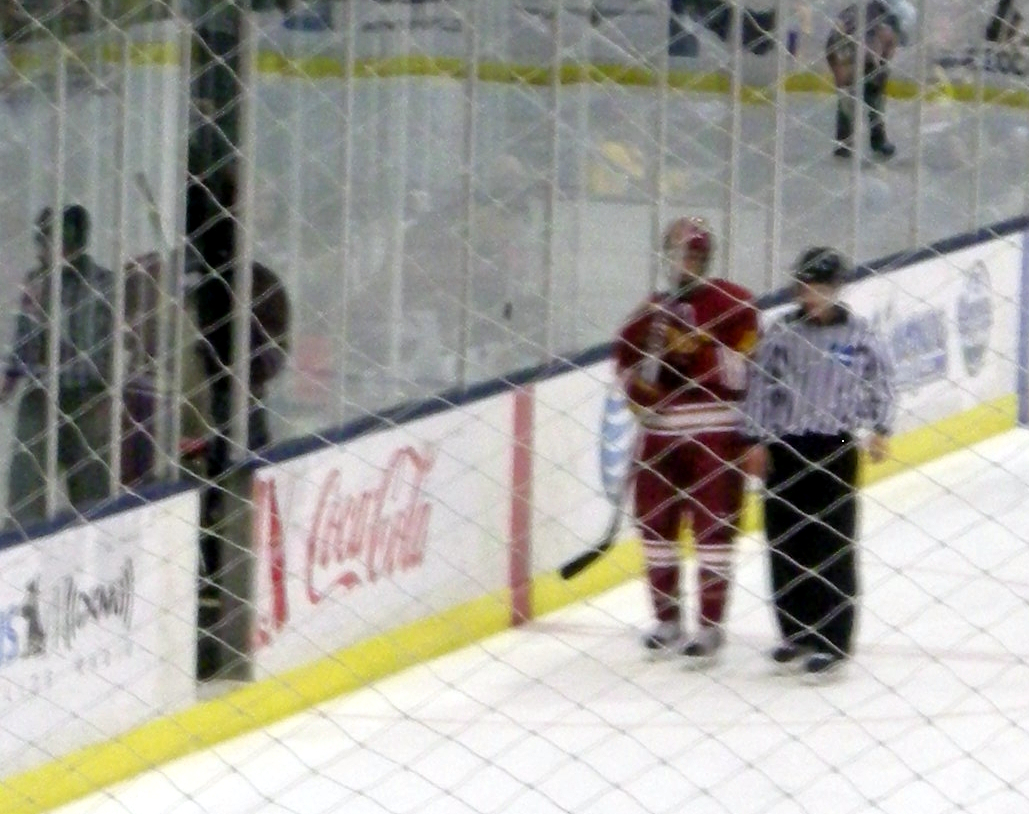
Un giocatore dei Ferris State Bulldogs viene scortato dall'arbitro verso la penalty box.

La prima codificazione storica del regolamento di una partita di hockey su ghiaccio, conosciute come Halifax Rules, vennero introdotte a Montreal da James Creighton, ovvero colui che organizzò la prima partita di questa disciplina al coperto nel 1875. Due anni più tardi, nel 1877, la Montreal Gazette fece riferimento in un suo articolo alle Montreal Rules, in cui veniva stabilita la regola che "non sarà permesso caricare da dietro, sgambettare, afferrare per il colletto, calciare o colpire la palla con la tibia". Tuttavia, l'unica sanzione prevista per l'infrazione di questa regola era l'interruzione del gioco e la sua ripresa con una rimessa simile all'attuale faceoff, l'ingaggio (denominata bully). Una nuova revisione al regolamento vi è stata nel 1886, la quale ha introdotto la regola per cui l'arbitro avvertiva per due volte il giocatore che, alla terza infrazione commessa, sarebbe stato espulso dalla partita.
Soltanto nel 1904 cominciò la pratica dell'espulsione temporanea del giocatore dopo una sua infrazione al regolamento. In quell'epoca, era a discrezione dell'arbitro decretare il numero di minuti di espulsione: 2, 3 o 5 minuti, a seconda della gravità del fallo. Nel 1914 le infrazioni passarono ad essere tutte punite con l'espulsione di 5 minuti, per poi passare a 3 minuti nel 1916 (oltre ad infliggere al giocatore una multa pecuniaria). Quindi, con la sua nascita nel 1917, la National Hockey League (NHL) introdusse nel suo regolamento il divieto di sostituire il giocatore punito, dovendo quindi la sua squadra giocare in inferiorità numerica per tutta la durata della penalty. Dai 3 minuti, con la stagione 1922-23 la NHL ridusse la durata della penalità a 2 minuti, mentre le major penalty da 5 o 10 minuti vennero introdotte due anni dopo.

## Tipi di penalità
Sia la NHL che la IIHF (International Ice Hockey Federation) individuano una generale distinzione tra minor penalties e major penalties, categorie che dividono la maggior parte delle infrazioni tra quelle, rispettivamente, più o meno gravi. Oltre a queste, esistono anche penalità più severe, come la misconduct, la game misconduct e le match penalties.

### Tabella riassuntiva
| Tipo di penalità                    | Minor          | Bench minor    | Double minor             | Major    | Misconduct | Game misconduct  | Match            |
| ----------------------------------- | -------------- | -------------- | ------------------------ | -------- | ---------- | ---------------- | ---------------- |
| In inferiorità numerica per         | 2 min          | 2 min          | 4 min                    | 5 min    | no         | no               | 5 min            |
| Il giocatore lascia il ghiaccio per | 2 min          | 2 min          | 4 min                    | 5 min    | 10 min     | resto della gara | resto della gara |
| Se la squadra avversaria segna      | finisce        | finisce        | ridotta di multipli di 2 | rimane   | rimane     | rimane           | rimane           |
| Sostituzione del giocatore punito   | non consentita | non consentita | non consentita           | permessa | permessa   | permessa         | permessa         |
| PIM nella NHL                       | 2              | 2              | 4                        | 5        | 10         | 10               | 15               |
| PIM nella IIHF                      | 2              | 2              | 4                        | 5        | 10         | 20               | 25               |

### Leminor penalties
La minor penalty (o semplicemente minor) è la meno severa tra i tipi di penalità e la sua durata è di 2 minuti. Il giocatore che subisce una minor è obbligato a lasciare il rink e a sedersi nella penalty box; nella maggior parte dei casi la sua squadra, per tutta la durata della penalty, giocherà in inferiorità numerica.
Nel caso in cui subisca la penalità il portiere o un allenatore, viene assegnata una bench minor penalty, ovvero una penalità alla panchina (quindi alla squadra, non ad un giocatore specifico). In questo caso, la squadra che ha commesso il fallo decide quale giocatore debba andare in penalty box tra quelli presenti sul ghiaccio al momento del fallo.
Piuttosto raro è il caso in cui il giocatore che ha commesso il fallo si infortuni nella stessa azione; anche in questo caso viene scelto un giocatore tra quelli presenti sul rink al momento del fallo per inviarlo in penalty box. Recentemente è successo in Gara 2 nella serie dei playoff 2017 tra Pittsburgh Penguins e Washington Capitals, quando a scontare la penalità al posto di Tom Kühnhackl, infortunatosi, è stato Phil Kessel.
Nel gergo hockeistico, la squadra in inferiorità numerica viene definita short-handed, adottando un particolare assetto difensivo e con schieramenti di giocatori particolari per cercare di evitare la marcatura avversaria (penalty kill). D'altra parte, la squadra in superiorità numerica viene definita in power play e anch'essa assume solitamente uno schieramento più offensivo per sfruttare il vantaggio numerico e segnare. Il regolamento prevede che, nel caso in cui la squadra in power play riesca a segnare una rete durante il periodo della penalty, quest'ultima termina immediatamente e il giocatore punito può rientrare in gioco. Fino alla stagione 1955-56, il regolamento NHL prevedeva che l'inferiorità numerica durasse per tutti i 2 minuti, anche nel caso avessero subito una rete. La regola venne introdotta per bilanciare l'eccessiva prolificità delle squadre in power play: noto è il caso dei Montreal Canadiens, che il 5 novembre 1955, in una partita contro i Boston Bruins, riuscirono a segnare ben 3 reti nello stesso power play in appena 44 secondi (tra l'altro, tutte reti segnate da Jean Béliveau).
Un altro caso particolare si ha quando un numero uguale di giocatori di ogni squadra subisce una penalty nello stesso momento (le cosiddette matching penalties o coincidental penalties). La possibilità di sostituire i giocatori puniti dipende dal regolamento del campionato e dalla situazione al momento del fischio dell'arbitro. In alcuni campionati, come la NHL, il regolamento prevede che, se al momento del fallo le due squadre si trovavano in parità numerica, queste giocheranno in 4 contro 4, per la durata della penalità. Tuttavia, se non erano in parità numerica, entrambe possono effettuare sostituzioni mentre i giocatori puniti dovranno rimanere nella penalty box fino alla prima interruzione del gioco successiva alla fine delle loro penalties. In altre competizioni, come quelle sotto egida della IIHF, invece, le matching penalties non influiscono in nessun modo sul numero di giocatori sul rink. In nessun caso, comunque, l'eventuale marcatura di una rete determina la fine di una matching penalty.
Un ultimo caso particolare si ha quando l'arbitro decide di comminare una doppia o una tripla minor penalty ad uno stesso giocatore. In tal caso, il fallo viene contato come due o tre penalità separate. Dunque, nel caso in cui la squadra in power play segni una rete, viene cancellata soltanto una delle penalità in corso, mentre il cronometro della penalità viene azzerato al successivo intervallo minimo di due minuti (ad esempio, se viene segnata una rete a 3 minuti e 45 secondi dalla fine della double minor penalty, questo viene fatto scendere a 2:00). Per il resto, le regole relativa alla scadenza delle double o triple minor penalties in seguito a un goal sono identiche a quelle delle minor penalties normali scontate successivamente.

### Lemajor penalties
Una major penalty viene comminata per una determinata serie di falli considerati dal regolamento più gravi rispetto a quelli che comporterebbero una minor penalty. La maggior parte delle infrazioni per cui può essere comminata una major penalty sono versioni più gravi di infrazioni normalmente punibili con una minor penalty; un'eccezione è la fighting penalty, che comporta sempre una major penalty. Ad una major penalty consegue che il giocatore punito rimanga in panca puniti per 5 minuti, durante i quali la sua squadra si troverà in inferiorità numerica. Tuttavia, a differenza della minor penalty, se la squadra in power play riesce a segnare una rete, non si ripristinerà la parità numerica. 
Un'altra differenza rispetto alle minor penalties riguarda il caso delle coincidental major penalties: in tal caso, entrambe le squadre possono effettuare sostituzioni e non giocheranno i 5 minuti in inferiorità numerica. I giocatori puniti di entrambe le squadre rimarranno nella penalty box per tutti i 5 minuti, potendo rientrare soltanto dopo la prima interruzione del gioco successiva allo scadere dei 5 minuti. Si tratta del caso, piuttosto comune, della fighting penalty. 
Per il regolamento NHL, a partire dalla stagione 2019-20, gli arbitri sono obbligati ad utilizzare la video review per visionare il fallo oggetto della major penalty (tranne le fighting penalties) allo scopo di confermare la loro decisione oppure di ridurla ad una minor penalty. 
A differenza della NHL, nel regolamento IIHF si prevede che ogni major penalty comporti l'automatica espulsione definitiva dalla gara (ovvero una game misconduct); altri regolamenti, invece, prevedono quest'ultima decisione nel caso in cui il giocatore abbia commesso 3 major penalties nella stessa gara, a meno che il fallo punito con la major preveda l'espulsione automatica come punizione accessoria. 
Le infrazioni che spesso comportano una major penalty includono i colpi con la punta del bastone (spearing), le risse (fighting), i colpi con il calcio del bastone (butt-ending), le cariche violente (charging), oppure le spinte contro la balaustra (boarding). 

### Lemisconduct penalties
Quando un giocatore subisce una misconduct penalty, questi viene obbligato a lasciare il rink per 10 minuti e potrà rientrare in gioco soltanto alla prima interruzione successiva allo scadere dei 10 minuti.. Tuttavia, a differenza della minor e della major, il giocatore può essere sostituito a patto che non gli venga comminata anche un'altra penalità (minor o major che sia). In effetti, è proprio quest'ultimo il caso che più si verifica concretamente, venendo la misconduct spesso accompagnata da una minor penalty (in gergo hockeistico, una two-and-ten).
Nel caso in cui alla misconduct si accompagni una minor o una major penalty, i tempi delle due penalità si conteggiano in maniera simultanea scorrendo contemporaneamente; tuttavia, oltre al giocatore punito, un altro giocatore dovrà scontare la penalità aggiuntiva al posto del giocatore autore della misconduct. Ad esempio, se un giocatore riceve una minor di 2 minuti più una misconduct di 10 a seguito di una carica da dietro (boarding), saranno due i giocatori inviati nella penalty box, ovvero l'autore della boarding e un suo compagno di squadra (spesso scelto tra quelli sul ghiaccio al momento della commissione del fallo). Come già detto, la squadra può subito sostituire l'autore della misconduct, rimanendo in inferiorità numerica soltanto per 2 minuti. Quindi, scaduti i 2 minuti, il compagno può rientrare sul ghiaccio e le squadre tornano in parità numerica, mentre l'autore del fallo rimarrà nella penalty box fino alla prima interruzione successiva allo scadere dei suoi 10 minuti.
Le misconduct penalties sono spesso utilizzate dagli arbitri per calmare gli animi dei giocatori in partite concitate e dall'alto impatto fisico, oppure vengono accompagnate a delle major penalties per fighting, dando l'occasione ai giocatori coinvolti nella rissa di calmarsi nella penalty box.
Nel regolamento IIHF è previsto che una doppia misconduct subita da un giocatore comporta la sua automatica espulsione definitiva dalla gara.

### Legame misconduct penalties
Ancora più grave è la game misconduct. Il giocatore o qualsiasi membro del coaching staff che riceve tale penalità è obbligato a lasciare il ghiaccio e a recarsi negli spogliatoi espulso dalla gara. Il giocatore può essere immediatamente sostituito sul ghiaccio. Tuttavia, la situazione più comune è che gli arbitri sanzionino un giocatore con una game misconduct insieme ad una minor o ad una major penalty; in questo caso, il giocatore autore del fallo viene espulso ed un altro suo compagno di squadra sconterà la penalty lasciando la propria squadra in inferiorità numerica. Dal punto di vista statistico, la game misconduct comporta 10 minuti nel conteggio dei PIM in NHL, 20 nelle statistiche IIHF (regola statistica che si applica alla stessa maniera nel caso delle match penalties).
Nella maggior parte delle leghe professionistiche, l'arbitro ha la massima discrezionalità nell'assegnare una game misconduct su un giocatore colpevole di una carica illegale (charging) alla balaustra. Il regolamento NHL è più stringente in questo senso, dato che in questi casi obbliga l'arbitro a comminare una game misconduct penalty se dalla carica ne è conseguito un infortunio alla testa o al volto del giocatore colpito.
Per limitare gli eccessivi scontri fisici, la NHL ha introdtto delle regole ancora più stringenti per quanto riguarda la reiterazione di questi comportamenti. Se un giocatore dovesse venire punito per più di una volta con una game misconduct per sticking, boarding o checking from behind, o viene comunque punito con questa penalità per 3 volte nell'arco di una singola regular season, questi viene automaticamente squalificato per 1 partita; se il giocatore continua ad essere punito con un'altra game misconduct, la squalifica automatica sale a 2 gare e così via. Inoltre, al giocatore viene comminata una multa, il cui importo viene destinato ad un fondo a sostegno dei giocatori non più in attività in difficoltà economiche.
Alcuni esempi di applicazione di una game misconduct possono essere quelli di un giocatore in panca puniti che esca dalla penalty box prima dello scadere della sua penalità, e che tenti di unirsi ad una rissa in corso sul ghiaccio; un altro caso è quello di un giocatore che per la seconda volta si vede comminata una misconduct penalty.

### Lematch penalties
La match penalty è la sanzione più grave che un arbitro può comminare ad un giocatore. Si applica solo nel caso in cui un giocatore tenti o riesca ad infortunare volontariamente un suo avversario. Tuttavia, molte altre penalità si trasformano automaticamente in una match penalty se dal fallo ne derivi un infortunio al giocatore colpito. Il regolamento NHL prevede una lista specifica di infrazioni la cui commissione da parte di un giocatore comporta la match penalty se dal fallo ne consegua un infortunio: butt-ending, goalie using blocking glove to the face of another player, head-butting, kicking, punching an unsuspecting player, spearing e tape on hands during altercation. A partire dalla stagione 2023-2024, invece, il regolamento IIHF ha rimosso la match penalty, stabilendo che in questi casi gli arbitri debbano attribuire una major penalty e una game misconduct per "azioni gravi".
Tornando alla NHL, a partire dalla stagione 2019-20 il suo regolamento obbliga gli arbitri a rivedere l'azione con la video review per stabilire se il fallo possa essere punito con una penalty di gravità inferiore. La squadra del giocatore punito deve immediatamente scegliere un giocatore che lo sostituisca nella penalty box (dato che il primo è definitivamente espulso), tranne il portiere; questi dovrà scontare 5 minuti in panca puniti allo stesso modo di una major penalty, tuttavia non si ripristinerà la parità numerica nel caso di partita prolungatasi all'overtime e di goal della squadra avversaria. Nel caso di espulsione del portiere, ad andare nella penalty box sarà un altro giocatore di movimento in modo da consentire alla squadra di schierare il portiere di riserva. Per il giocatore punito, inoltre, il regolamento NHL prevede una multa pecuniaria più alta e la squalifica a tempo indeterminato fin quando il commissioner NHL non determini la durata della squalifica.
La match penalty, tuttavia, può essere comminata anche nel caso in cui un giocatore sia colpevole di un comportamento estremamente antisportivo e irrispettoso nei confronti degli avversari o degli arbitri, come offese razziali, discriminazione sessuale, ecc., indipendentemente dall'infortunio o meno del giocatore che ha subito il comportamento. Un esempio di applicazione di una match penalty in questo senso nella NHL si è avuto nella gara al Madison Square Garden del 26 febbraio 2023 tra New York Rangers e Los Angeles Kings, nella quale K'Andre Miller (difensore dei Rangers) è stato punito con una match penalty per aver sputato su Drew Doughty (difensore dei Kings).
Dal punto di vista statistico, la match penalty comporta 15 minuti nel conteggio dei PIM in NHL, 25 nelle statistiche IIHF.

### Il rigore (penalty shot)
Una particolare tipologia di penalty nell'hockey su ghiaccio è il penalty shot, comminata nel caso in cui venga commesso un fallo per evitare una chiara occasione da rete (ad esempio, ricevere uno sgambetto mentre ci si invola in contropiede verso la porta avversaria, oppure quando uno skater protegga con le sue mani il puck all'interno dell'area del portiere, il crease). In questo caso, gli arbitri comminano il penalty shot, ovvero un tentativo di segnare senza opposizione difensiva ad eccezione del portiere, lanciandosi verso la porta di quest'ultima a partire dalla metà campo (alla stessa maniera con cui vengono disputati gli shootout, ovvero i rigori disputati alla fine di una gara conclusa in pareggio nelle leghe dove quest'ultimo risultato non è consentito). Se il fallo è stato commesso direttamente contro un giocatore, sarà quest'ultimo incaricato di effettuare il rigore; negli altri casi, la squadra che ha subito il fallo potrà scegliere chi effettuerà il tentativo. Eccezione a questa regola è il caso in cui la squadra che ha commesso il fallo aveva in precedenza rimosso il portiere: in questo caso, gli arbitri attribuiranno una rete automatica alla squadra che ha subito il fallo.
Il regolamento NHL aggiunge due regole particolari nel caso in cui gli arbitri attribuiscano un penalty shot. Questo deve infatti essere considerato come se fosse stato segnato, indipendentemente dal suo esito effettivo: se fosse stata comminata una minor, vi sarebbe subito parità numerica; una double-minor verrà ridotta ad una semplice minor; al contrario, se il fallo fosse definito dagli arbitri come major, match o misconduct, in questi casi il giocatore dovrà comunque andare nella penalty box per il tempo prestabilito. Inoltre, se ci si trovasse nel caso di una delayed penalty a cui sarebbe seguita l'assegnazione di un penalty shot, e se la squadra che ha subito il fallo riuscisse comunque a segnare, il penalty shot non viene attribuito (data la marcatura della rete avvenuta), ma il giocatore che ha commesso il fallo dovrà andare in penalty box.
Le gross misconduct penalties
Non più applicate in NHL, le gross misconduct penalties sono di importanza e conseguenze simili ad una game misconduct. La NHL puniva con questa sanzione i comportamenti eccessivamente antisportivi, come le offese agli arbitri o agli spettatori. Ad oggi, il regolamento NHL ha ricompreso questi atteggiamenti nell'ambito di applicazione della game misconduct. L'ultima volta che ha visto la sua applicazione in NHL risale al 2006, quando il coach degli Atlanta Thrashers, Bob Hartley, ha ferocemente offeso l'arbitro Mick McGeough, accusato di essersi gravemente sbagliato in una chiamata arbitrale a favore degli Edmonton Oilers. Nel 2005 Shane Doan (in forza ai Phoenix Coyotes) era stato punito con una gross misconduct per aver fatto commenti dispregiativi contro gli arbitri di una partita della sua squadra, di origine franco-canadese (la sanzione è stata successivamente annullata dalla NHL).
Le gross misconduct penalties sono invece in vigore nei campionati professionistici canadesi femminili.

## L'applicazione delle penalità

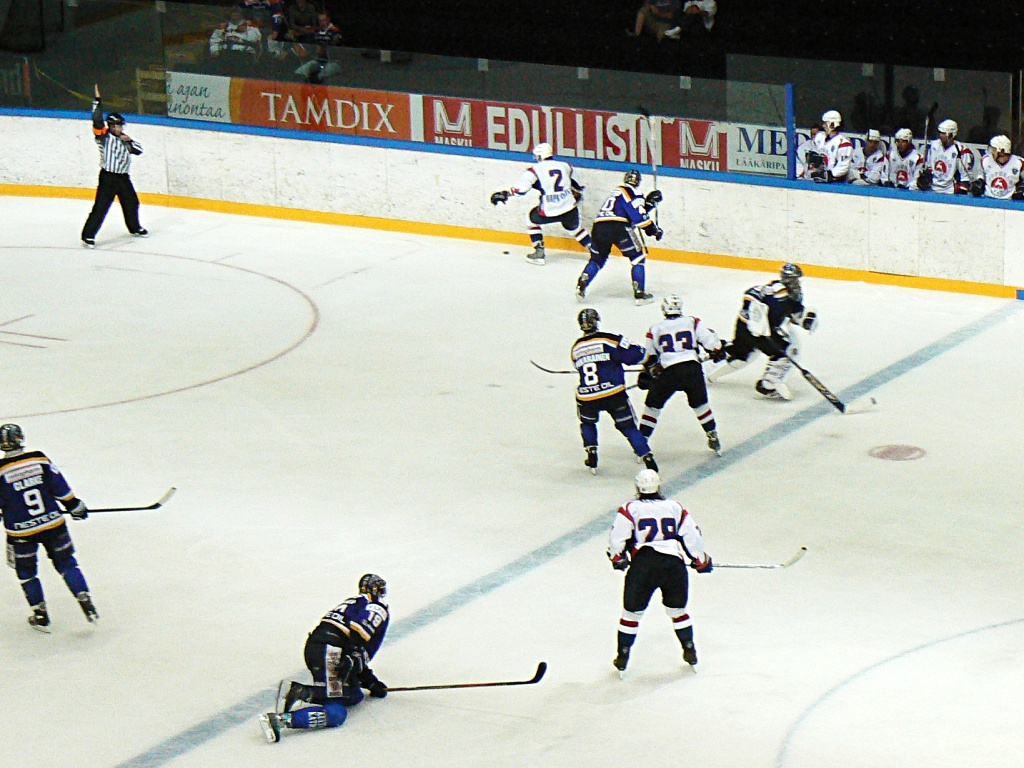
L'arbitro (nella foto in alto a sinistra) segnala una delayed penalty alzando il suo braccio ed è pronto a fischiare nel momento in cui un giocatore della squadra che si vedrà comminata la penalty (in maglia bianca) riconquista il controllo del puck. Il portiere della squadra che ha subito il fallo (sulla destra nella foto), Jere Myllyniemi, si sta dirigendo verso la propria panchina per far entrare un ulteriore giocatore di movimento (un extra attacker).

Sono gli arbitri generalmente a comminare le penalità in una partita di hockey su ghiaccio. Anche i linesmen possono attribuire penalità, ma solo su una certa categoria di infrazioni determinate dal regolamento del campionato (ad esempio, l'infrazione di too many men on the ice).
Il caso più frequente è la cosiddetta delayed penalty: l'arbitro o il linesman, appena ravvisa l'infrazione, alza una delle due braccia verso l'alto per segnalare il fallo ed il gioco prosegue fino al momento in cui il puck viene riconquistato dalla squadra che ha commesso l'infrazione o per un altro evento che costringe l'interruzione (ad esempio, quando il disco esce fuori dalle barriere). Solitamente, dal punto di vista tattico, la squadra che ha subito il fallo sfrutta la situazione rimuovendo il proprio portiere per schierare uno skater in più sul ghiaccio allo scopo di aumentare la propria pressione offensiva (dato che il gioco verrà interrotto nel momento in cui perderanno il possesso del puck). Una volta che il puck torna in possesso della squadra che ha commesso il fallo, il gioco viene fermato e l'arbitro specifica il fallo e i minuti della penalty; se il giocatore che ha commesso l'infrazione si sia infortunato, sarà un altro giocatore a scontare la penalità in panca puniti.
Il regolamento NHL prevede che, nel caso di una rete segnata dalla squadra che ha subito l'infrazione in costanza di una delayed penalty, tale situazione è parificata al caso in cui la rete sia stata segnata in power play. Ciò significa che:
- se si tratta di una minor penalty, questa viene annullata;
- se si tratta di una double minor, soltanto la prima delle due infrazioni viene eliminata e il giocatore autore del fallo dovrà scontare nella penalty box soltanto la seconda.
- se si tratta di una major, misconduct o match penalty, dato che queste non vengono comunque influenzate dalla marcatura di una rete, il giocatore sconterà comunque la sua penalità in panca puniti per il tempo stabilito.[22]

Il giocatore o i giocatori puniti dovranno quindi rimanere nella penalty box per il tempo determinato dal tipo di penalty, per poi rientrare nel ghiaccio. Nel caso in cui venissero puniti due giocatori della stessa squadra, le due penalità vengono scontate contemporaneamente, disputando un 5 contro 3 (five on three) con una superiorità numerica di due uomini (i portiere non vengono solitamente conteggiati in queste situazioni). Tuttavia, una squadra non può schierare meno di 3 skater sul ghiaccio; ne consegue che, nel caso in cui la squadra in 3 uomini subisca una nuova penalty, questa verrà scontata nel momento in cui una delle due precedenti si concluda.
Quando una squadra si trova short-handed dopo una penalità di un suo giocatore, il regolamento sospende temporaneamente per essa l'applicazione della regola sulla cosiddetta "liberazione illegale" (icing), ovvero il gesto di colpire il puck per spedirlo dietro la linea di porta avversaria per alleggerire la pressione offensiva degli avversari. L'eccezione, tuttavia, non si applica nel momento in cui la squadra in power play decide di rimuovere il proprio portiere per schierare un extra attacker sul ghiaccio.
Un caso particolare si ha nei campionati che prevedono la disputa dell'overtime con 4 skater sul ghiaccio per squadra (una regola per aumentare la possibilità di segnare il goal decisivo della gara). In questa situazione permane la regola per cui non vi possono essere sul ghiaccio meno di 3 skater per squadra ma, se la squadra dovesse ancora subire una penalty, la squadra il cui giocatore ha commesso il fallo può subito schierare un altro skater al suo posto fino a raggiungere il minimo di 3 uomini, ma la squadra avversaria può schierare un ulteriore skater fino a che si realizzi una situazione di 5 contro 3. Nel caso in cui non venga segnata una rete, il giocatore in penalty box può rientrare immediatamente sul ghiaccio continuando a disputare un 5 contro 4 (o un 5 contro 5) fino alla successiva interruzione del gioco, momento nel quale si ripristinerà la situazione di 4 contro 4 originaria.
Nel caso in cui sia il portiere ad essere punito, data l'alta specializzazione del suo ruolo questi non può essere rimosso, bensì la sua squadra deve scegliere uno dei suoi compagni di squadra per far scontare a quest'ultimo la sua penalità (anche se, dal punto di vista statistico, i minuti di penalità vengono conteggiati comunque a carico del portiere). Tuttavia, se il portiere subisce tre major penalty in una stessa partita, una game misconduct o una match penalty, il regolamento NHL prevede l'espulsione del portiere stesso e la sua sostituzione con il portiere di riserva.

### L'accumulazione di penalità (stacked penalties)
Come si è già detto, una squadra non può avere sul ghiaccio meno di 3 skaters. Se il numero di penalità riduce il numero al di sotto della soglia minima, la maggior parte dei regolamenti prevede una gestione particolare della situazione per garantire la giocabilità della gara. In questo caso, l'ultima penalità comminata verrà scontata nel momento in cui uno dei giocatori già puniti esca dalla penalty box finita la sua penalità o quando venga segnato un goal in power play dalla squadra avversaria. Tuttavia, il giocatore che vede la sua penalità esaurita non potrà entrare immediatamente sul ghiaccio, bensì dovrà aspettare un'interruzione del gioco, oppure lo spirare della seconda penalità, in modo tale che si disputi correttamente un 5 contro 3, un 5 contro 4 e quindi un 5 contro 5 in successione. Questa particolare regola viene applicata anche nell'overtime.

### Gli ultimi 5 minuti di gara
Nel caso in cui manchino meno di 5 minuti sul cronometro e gli arbitri decidano di attribuire un numero diseguale di penalità simultanee (ad esempio, una minor o una double-minor ad una squadra e una major o una match penalty contro l'altra), nel caso in cui non vi sia tempo sufficiente per far scontare la penalità la minor penalty viene cancellata ed il suo tempo sottratto alla major penalty.

## Lista delle infrazioni
Nel regolamento NHL, vengono definite diverse infrazioni al regolamento di gioco.
| Penalità                                             | Definizione |
| ---------------------------------------------------- | --- |
| Abuse of officials                                   | Discutere con, insultare, usare gesti osceni o linguaggio volgare rivolti a o riferiti a qualsiasi arbitro sul ghiaccio o fuori dal ghiaccio, oppure entrare deliberatamente in contatto fisico violento con essi. Questa infrazione comporta generalmente una penalità aggiuntiva o una bench penalty contro un allenatore o un giocatore fuori dal ghiaccio. Nella maggior parte delle leghe, inclusa la NHL, questa infrazione costituisce la base per l'espulsione con una game misconduct penalty o una match penalty. |
| Aggressor penalty                                    | Iniziare una rissa contro un avversario non disposto a confrontarsi. Questa infrazione si distingue dalla instigator penalty e solitamente non vengono assegnate contemporaneamente allo stesso giocatore (in questo caso, la fighting penalty viene generalmente aggravata ad una match penalty considerando l'atteggiamento un tentativo di infortunare volontariamente un avversario). |
| Attempt to injure                                    | Tentare di infortunare deliberatamente un avvesrario, in qualunque modo. Questo tipo di infrazione comporta automaticamente una match penalty. |
| Biting                                               | Mordere o tentare di mordere un avversario. Comporta una major penalty di 5 minuti e una game misconduct penalty. |
| Boarding                                             | Spingere, fare uno sgambetto o caricare con violenza un giocatore avversario contro la balaustra. |
| Butt-ending (o Stabbing)                             | Colpire con il manico del bastone un avversario. Comporta automaticamente una major penalty e una game misconduct penalty. |
| Broken stick                                         | Partecipare ad un'azione di gioco con il proprio bastone rotto. |
| Charging                                             | Prendere la rincorsa ("con tre falcate", cita il regolamento NHL) o saltare prima di colpire un avversario. |
| Checking from behind                                 | Colpire da dietro un avversario. L'infrazione comporta automaticamente una minor penalty e una misconduct penalty, oppure una major e una game misconduct penalty se ne deriva un infortunio. Nella NHL questa azione è generalmente tollerata, a meno che non rientri in un'altra infrazione (come boarding o illegal check to the head). |
| Clipping                                             | Venire a contatto dell'avversario con un colpo al di sotto delle ginocchia. Se ne deriva un infortunio, viene automaticamente comminata una major penalty e una game misconduct penalty. |
| Cross-checking                                       | Colpire un avversario con il bastone tenuto con due mani, senza che alcuna parte di esso tocchi il ghiaccio. |
| Delay of game                                        | Ritardare il gioco intenzionalmente: ad esempio, lanciare il puck fuori dal ghiaccio dalla propria zona difensiva, trattenerlo con le mani, oppure rifiutarsi di schierare i giocatori prima di un faceoff o causare ripetuti fuorigioco volontari. A partire dalla stagione 2005-06 (con una sperimentazione avvenuta nella stagione precedente in AHL), la NHL racchiude nel delay of game anche il comportamento del portiere che giochino il disco negli angoli dietro la linea di porta, al di fuori del trapezio situato dietro il crease. Alcune infrazioni di questo tipo, come impiegare un tempo eccessivo per schierarsi prima del faceoff, non comportano una penalty, potendo l'arbitro decidere di allontanare il giocatore della squadra colpevole dell'infrazione e ordinare che venga sostituito da un altro suo compagno di squadra. Un altro caso di applicazione di questa infrazione si ha quando il coach chiama senza successo la video review: alla prima infrazione si applica una minor penalty, alla seconda e alle successive una double-minor penalty. |
| Diving (embellishment)                               | Cadere sul ghiaccio dopo un colpo ricevuto esagerando l'effetto dell'impatto nel tentativo di ottenere una penalty contro la squadra avversaria. |
| Elbowing                                             | Colpire un avversario con il gomito. Se ne risulta un infortunio, viene comminata una major penalty e una game misconduct penalty. |
| Eye-gouging                                          | Infilare le dita negli occhi di un avversario. Comporta sempre una major penalty, accoppiata spesso ad una match penalty. |
| Fighting                                             | Prendere parte ad un confronto fisico con un avversario, togliendosi i guanti. Confronti fisici di minore portata, come semplici spintoni o pugni dati con i guanti ancora indossati, vengono generalmente derubricati come roughing. |
| Goaltender interference                              | Ostruire fisicamente o caricare il portiere avversario. È consentita soltanto l'ostruzione della visuale del portiere con il proprio corpo (lo screening), senza comunque poterlo mai colpire o caricare. |
| Goaltender leaving the crease                        | Durante una rissa, il portiere lascia la propria area di porta. |
| Head-butting                                         | Colpire con la testa un avversario. Viene comminata automaticamente una match penalty. |
| High-sticking                                        | Toccare con il bastone un avversario al di sopra della linea delle spalle. Se dall'infrazione il giocatore colpito subisce una ferita da cui esce del sangue, a discrezione dell'arbitro la penalità di minor può essere aggravata con una double-minor. Non è punito comunque il movimento del giocatore che, dopo aver effettuato un tiro, faccia proseguire la corsa al bastone e nel movimento tocca il volto o la testa di un avversario (a meno che l'arbitro non ravvisi una volontarietà). |
| Holding                                              | Trattenere o aggrapparsi al corpo, all'equipaggiamento o alla divisa di un avversario con le mani o con il bastone. |
| Holding the stick                                    | Afferrare o trattenere il bastone di un avversario, o strappare deliberatamente il bastone dalle mani dell'avversario o costringerlo a lasciarlo cadere con qualsiasi mezzo che non ricada nell'applicazione della slashing penalty. |
| Hooking                                              | Utilizzare il bastone per agganciare e rallentare un avversario. |
| Illegal check to the head                            | Colpire in qualsiasi modo la testa di un avversario o in modo tale che sia la testa l'obiettivo del contatto stesso. Se un giocatore viene punito per la seconda volta dopo questo fallo, il giocatore viene squalificato per 1 gara automaticamente |
| Illegal equipment                                    | Utilizzare equipaggiamento non autorizzato dal regolamento. |
| Instigator penalty                                   | Con il termine "instigator" viene definito il giocatore che compie una delle seguenti azioni prima di una rissa con un giocatore avversario: si avvicina all'avversario; si toglie per primo i guanti; colpisce per primo l'avversario; ha un comportamento minaccioso. La conseguenza è una minor penalty, tranne nel caso in cui compia l'azione negli ultimi 5 minuti di gara: in quest'ultimo caso si vedrà comminata una games misconduct penalty e un'automatica squalifica di 1 gara (in caso di reiterazione dello stesso comportamento, la squalifica raddoppia). Inoltre, il coach del giocatore viene multato con una somma di 10.000 dollari. |
| Interference                                         | Impedire ad un avversario di conquistare il puck oppure ostacolare un giocatore in uscita dalla panchina. |
| Joining a fight                                      | Partecipare per primo ad una rissa tra due giocatori già iniziata per qualunque motivo (anche per separare i due giocatori). Comporta automaticamente una game misconduct penalty (oltre alle penalità comminate per la rissa). |
| Kicking                                              | Colpire con il piede un avversario. Se ne deriva un infortunio, viene applicata una major penalty congiuntamente ad una game misconduct penalty. |
| Kneeing                                              | Colpire con il ginocchio un avversario. Se ne deriva un infortunio, viene applicata una major penalty congiuntamente ad una game misconduct penalty. |
| Leaving the penalty bench                            | Lasciare la penalty box prima del tempo prestabilito dalla penalty precedentemente subita. Il giocatore subirà un'ulteriore minor penalty da scontare dopo l'esaurimento della prima. |
| Participating in the play beyond the centre red line | Il portiere non può toccare il puck oltre la linea rossa di metà campo. Nel caso, verrà punito con una minor penalty. |
| Playing with too many sticks                         | Giocare con più di un bastone nelle mani. |
| Roughing                                             | Spingere o strattonare un avversario dopo un fischio arbitrale o lontano dall'azione di gioco, oppure colpire con le mani la testa o il viso dell'avversario durante un contatto fisico altrimenti regolare, oppure ancora rimuovere volontariamente il casco dell'avversario. |
| Secondary altercation                                | Iniziare una nuova rissa dopo che la precedente è stata sedata dagli arbitri. Non è menzionata nel regolamento NHL. |
| Slashing                                             | Fendere il bastone verso un avversario, anche senza contatto. Se ne deriva un infortunio, viene applicata una major penalty congiuntamente ad una game misconduct penalty. |
| Slew footing                                         | Utilizzare i piedi o le ginocchia colpendo da dietro i pattini di un giocatore avversario, con lo scopo di fargli perdere l'equilibrio con un calcio o trascinando la gamba. Se ne deriva un infortunio, viene applicata una major penalty congiuntamente ad una game misconduct penalty. |
| Spearing                                             | Colpire con il piatto del bastone un avversario. Comporta automaticamente una major penalty e una game misconduct penalty. |
| Starting the wrong lineup                            | Schierare un sestetto titolare non corrispondente a quello comunicato agli arbitri e agli avversari precedentemente alla gara. |
| Substitution infraction (illegal substitution)       | Vedi Too many man on the ice. |
| Throwing the stick/equipment                         | Lanciare qualsiasi oggetto verso il puck o verso un giocatore avversario. |
| Too many men on the ice                              | Schierare contemporaneamente sul ghiaccio più giocatori "coinvolti nell'azione" rispetto a quelli consentiti dal regolamento (6, incluso il portiere, se non nei casi in cui si è obbligati a giocare temporaneamente in inferiorità numerica). Il regolamento prevede che ogni giocatore dalla panchina possa entrare sul ghiaccio appena il giocatore sostituito si trovi ad una distanza uguale o inferiore a piedi dalla panchina. Solo in quel momento il giocatore sostituito viene considerato non coinvolto nell'azione, a meno che faccia un movimento verso il puck. |
| Tripping                                             | Utilizzare il bastone o una parte di esso per provocare la caduta di un giocatore avversario. Se ne deriva un infortunio, viene applicata una major penalty congiuntamente ad una game misconduct penalty. |
| Unsportsmanlike conduct                              | Discutere con un arbitro, un tifoso, un avversario o un compagno di squadra; usare insulti oppure offendere un avversario, compagno o tifoso; utilizzare un equipaggiamento non conforme; compiere gesti osceni o insultare un arbitro, un tifoso, un avversario o un compagno di squadra. L'infrazione può essere valutata come minor, major, misconduct, game misconduct o match penalty a seconda del caso. Può anche verificarsi nel caso un giocatore si tolga i guanti per confrontarsi fisicamente con un giocatore avversario, che però a sua volta rifiuta di farlo. |

## Record
La NHL, il massimo campionato professionistico di hockey su ghiaccio, registra i minuti in panca puniti di ogni giocatore nella statistica PIM (Penalties In Minutes).
Il giocatore che ha passato più minuti in panca puniti in una singola stagione è stato Dave Schultz (Philadelphia Flyers), che nella stagione 1974-75 è stato punito per un totale di 472 minuti. Il recordman assoluto di minuti in panca puniti della lega è invece Tiger Williams, che in 14 stagioni ha totalizzato 3966 minuti. Dopo il ritiro di Zdeno Chara nel 2022, tra i giocatori in attività non vi è più nessuno che abbia superato la soglia dei 2000 minuti di penalità in carriera.
La partita con più penalità comminate nella storia della NHL si è disputata il 5 marzo 2004 tra Ottawa Senators e Philadelphia Flyers, in una gara dove gli arbitri hanno complessivamente comminato 419 minuti di penalità.